# Поджо Брачолини
Джан Франческо Поджо Брачолини (на италиански: Giovanni Francesco Poggio Bracciolini или Gianfrancesco, Gian Francesco) е италиански учен, писател и хуманист от 14 – 15 век. Брачолини изкарва от забрава голямо количество класически латински текстове, занемарени в средновековни френски и германски манастирски библиотеки и разпространява техни копия в образования свят.

## Биография
Поджо ди Дучио (приема името Брачолини по-късно) е роден в малкото градче Терануова в Арецо, към името на което по-късно е добавено името на Брачолини. Във Флоренция учи латински, при Джовани Малпагино от Равена, приятел и протеже на Петрарка), а в Рим изучава старогръцки. Постъпва в Римската курия, по време на понтификата на папа Бонифаций IX, като първо е чиновник, а после секретар. През 1431 г. е назначен за личен секретар на папа Евгений IV. Превратностите на Папската схизма и участието му в работите на Констанцкия събор го водят до чести пътувания из Европа.

## Преоткриване на древни ръкописи
Издирването на антични текстове, започнато от Петрарка в края на XIV век, е важна част от развитието на философската мисъл в началото на Ренесанса. По време на пътуване до абатството Клюни, Брачолини открива две забравени речи на Цицерон. В абатството Санкт Гален Брачолини открива пълния текст на „Обучението на оратора“ (Institutio oratoria) на Квинтилиан, три книги и част от четвъртата от латинския превод на Аргонавтика от Гай Валерий Флак и коментарите на Квинт Асконий Педиан по речите на Цицерон. По време на пътувания до множество абатства като Фулда и Санкт Гален, Брачолини изкарва на бял свят ръкописи като „За значението на думите“ на Секст Помпей Фест, „Астрономика“ на Марк Манилий, „За природата на нещата“ на Тит Лукреций Кар и други. Историкът Стивън Грийнблат обръща особено внимание на последиците, трупали се след преоткриването на преписа от Лукреций. Влиянието, което тази книга оказва на по-късни мислители като Галилей, Шекспир, Айнщайн и много други, утвърждава значимостта на делото на Брачолини..

## Преводи
- Киропедията на Ксенофонт
- Лукий, или магарето на Лукиан от Самосата
- първите пет книги на Bibliotheca historica на Диодор Сицилийски